# Thomas Wilczek
Thomas Wilczek (* 28. Februar 1974 in Katowice) ist ein ehemaliger deutsch-polnischer Eishockeyspieler, der unter anderem für den Iserlohner EC, EC Devils Königsborn und GEC Nordhorn in der zweithöchsten deutschen Spielklasse aktiv war.

## Karriere
Über die ersten Karrierejahre von Thomas Wilczek in Polen ist wenig bekannt. International in Erscheinung trat er erstmals bei der U18-Junioren-Europameisterschaft 1992. In den folgenden beiden Jahren gehörte er auch zur polnischen U20-Nationalmannschaft, die bei den B-Weltmeisterschaften 1993 und 1994 antrat.
Ab der Saison 1993/94 war Wilczek für deutsche Teams aktiv. Seine erste Station war der ERC Westfalen Dortmund in der Oberliga. In der Spielzeit 1996/97 stand er zunächst beim Zweitligisten Iserlohner EC unter Vertrag, erhielt nach 17 Partien aber die Freigabe, um zum Ligakonkurrenten EC Devils Königsborn zu wechseln. Nachdem er mit dem Team abgestiegen war, schloss er sich zur Saison 1997/98 dem Zweitligisten GEC Nordhorn an. Es folgten mit den Ratinger Ice Aliens, dem Gelsenkirchener EC, EHC Dortmund und den Herner Blizzards mehrere Stationen im Halbprofi- und Amateurbereich, bevor er seine Karriere im Jahr 2003 beendete.

## Karrierestatistik

### International
Vertrat Polen bei:
- U18-Junioren-Europameisterschaft 1992
- U20-Junioren-B-Weltmeisterschaft 1993
- U20-Junioren-B-Weltmeisterschaft 1994

(Legende zur Spielerstatistik: Sp oder GP = absolvierte Spiele; T oder G = erzielte Tore; V oder A = erzielte Assists; Pkt oder Pts = erzielte Scorerpunkte; SM oder PIM = erhaltene Strafminuten; +/− = Plus/Minus-Bilanz; PP = erzielte Überzahltore; SH = erzielte Unterzahltore; GW = erzielte Siegtore; 1 Play-downs/Relegation; Kursiv: Statistik nicht vollständig); 2ohne Saison 1998/99; 3nur Saison 1998/99